# Plasmabeta
Das Plasmabeta ({\displaystyle \beta }) ist das Verhältnis von thermischem zu magnetischem Druck in einem Plasma.
Es ist somit definiert als
{\displaystyle \beta ={\frac {p}{p_{\mathrm {mag} }}}={\frac {n\,k_{\mathrm {B} }T}{B^{2}/(2\mu _{0})}}}.
- {\displaystyle n} Teilchendichte
- {\displaystyle k_{\mathrm {B} }} Boltzmann-Konstante
- {\displaystyle T} absolute Temperatur
- {\displaystyle B} magnetische Flussdichte
- {\displaystyle \mu _{0}} magnetische Feldkonstante

Der Wert wird zur Beschreibung des Verhaltens von kosmischem Plasma mit einem Magnetfeld verwendet, wie z. B. beim Sonnenwind oder auch zur Beschreibung des Plasmas in einem Kernfusionsreaktor. Damit ein Plasma durch ein Magnetfeld eingeschlossen werden kann, muss {\displaystyle \beta <1} gelten.